# Proof (stężenie alkoholu)
Proof – miara zawartości etanolu w napoju alkoholowym. Pojęcie to pochodzi z Anglii i służyło do oznaczania zawartości procentowej alkoholu w cieczy. Miara wyszła z użytku w Anglii, lecz jest używana w Stanach Zjednoczonych, gdzie oznacza 2-krotność stężenia procentowego alkoholu w cieczy.
Mierzenie zawartości alkoholu i wskazywanie tej wartości na butelkach napojów alkoholowych jest usankcjonowana prawnie w wielu krajach. Począwszy od 1972 roku termin proof zaczął być stopniowo wycofywany w Kanadzie, a rok później, w 1973 roku podobne kroki podjęła Unia Europejska. W 1980 roku na rzecz wskazywania stężenia alkoholu w miejsce starego terminu proof przystanęła Wielka Brytania. Prawo w Stanach Zjednoczonych nakazuje wskazywanie stężenia alkoholowego napojów alkoholowych, przy czym zezwala także na dodatkowego wskazywanie zawartości według definicji proofu.
Do wskazania proofu używa się symbolu stopnia (°) samodzielnie lub wspólnie z literą P jako jednostką miary (np. odpowiednio 10° lub 10 °P).

## Regulacje prawne

### Unia Europejska
Unia Europejska stosuje się do rekomendacji Międzynarodowej Organizacji Metrologii Prawnej (OIML). W Rekomendacji Międzynarodowej nr 22 z 1973 roku opublikowanej przez OIML wskazano normy mierzenia zawartości alkoholu poprzez jego objętość i masę. W dokumencie nie wskazano preferencji do używania którejś z metod wskazywania stężenia alkoholu lecz w przypadku mierzenia stężenia alkoholu w cieczy poprzez jego objętość, należy wskazać odsetek jego zawartości w całkowitej objętości, przy czym w czasie dokonywania pomiaru mieszanka wody z alkoholem musi mieć temperaturę 20 °C. W dokumencie nie poruszono kwestii omawianej miary proof ani rekomendacji co do wskazywania stężenia alkoholu w napojach alkoholowych na ich etykietach.

### Wielka Brytania
Z dniem 1 stycznia 1980 roku w Wielkiej Brytanii wszedł w życie system wskazywania procentowej zawartości alkoholu w napojach alkoholowych określony przez Unię Europejską, której członkiem była w tym czasie Wielka Brytania. Metoda ta zastąpiła poprzednią metodę miary używaną w Wielkiej Brytanii, do pomocy której wykorzystywano aerometr Sikesa, który wskazywało stopnie proofu napojów spirytusowych w Wielkiej Brytanii przez ponad 160 poprzednich lat.

### Stany Zjednoczone
Producenci napojów alkoholowych w Stanach Zjednoczonych są zobowiązani do wskazania na ich butelkach stężenia alkoholu w tych napojach w postaci procentowej. Pojęcie proofu jest zdefiniowane jako dwukrotność stężenia procentowego alkoholu w objętości tego napoju. Przykładowo whisky opisana jako zawierająca w sobie 50% alkoholu będzie opisana jako 100 proof; whisky 86-proof będzie opisana jako whisky z zawartością alkoholu 43%.

### Kanada
Od 1972 roku do stężenia zawartości alkoholu w napojach alkoholowych używa się miary procentowej, a nie miary proofu. Zamiana zbiegła się w czasie i była związana z przejściem na metryczny system miar.